# Universidad Tecnológica Emiliano Zapata
La Universidad Tecnológica Emiliano Zapata del Estado de Morelos  (abreviado como UTEZ) es una universidad pública mexicana y Organismo Público Descentralizado del Gobierno del Estado de Morelos que forma parte del Subsistema de Universidades Tecnológicas (SUT).
Fue fundada el 23 de agosto de 2000 (24 años) convirtiéndose en la primera Universidad Tecnológica del Estado de Morelos, inició sus actividades en septiembre de ese mismo año siendo Héctor Gómez Villalvazo el primer rector de esta Institución. 

En la actualidad ofrece programas educativos de Técnico Superior Universitario (TSU), Licenciatura e Ingeniería además de servicios tecnológicos y proyectos estratégicos que vinculan a la institución con el sector privado, así como cursos de educación continua al público en general, instituciones públicas y privadas.

## Sistema de Universidades Tecnológicas en México
El sistema de Universidades Tecnológicas nace en México en 1990 como una nueva opción de estudios universitarios para jóvenes que buscan insertarse en el mercado laboral.
Este sistema ofrece los títulos de Técnico Superior Universitario y Licenciatura. Este sistema fue el fruto del análisis de las experiencias académicas observadas en países como Alemania, Estados Unidos, Francia, Gran Bretaña y Japón.
La Coordinación General de Universidades Tecnológicas y Politécnicas es el área de la Subsecretaría de Educación Superior (SES) encargada de regular este sistema.
Los alumnos pueden realizar una estadía en una empresa de su región durante el último cuatrimestre del programa. Su flexibilidad hace que un 70% de los egresados encuentren trabajo en los seis meses siguientes a la terminación de sus estudios. El sistema tiene un convenio con el gobierno francés para becar a algunos estudiantes que deseen realizar una Licenciatura Profesional en ese país.

## Hechos recientes
Al inicio del ciclo escolar 2009-2010 la UTEZ atendió cerca de 1 200 estudiantes a través de sus programas de estudios de TSU; y poco más de 350 estudiantes a través de sus programas de Ingeniería. Ante la apertura de un nuevo programa de TSU y dos nuevos de Ingeniería, se logró atender a alrededor de 1500 estudiantes de TSU y más de 700 estudiantes de Ingeniería. En sus primeros 10 años, la UTEZ había matriculado a 6231 estudiantes de nuevo ingreso; 5806 han sido estudiantes de TSU, y 425 estudiantes de Ingeniería.
En 2018 egresaron 676 estudiantes de TSU integrantes de las Generaciones 34, de los cuales 657 se titularon.
De nivel Licenciatura e Ingeniería egresaron 573 estudiantes de la generación 15.
Ese mismo año los aceptados como nuevo ingreso fueron 1415 estudiantes, logrando una absorción de aproximadamente el 6% de los egresados y egresadas de bachillerato del Estado de Morelos.
En 2018 el programa educativo a nivel TSU con mayor crecimiento fue el de Tecnologías de la Información y
Comunicación Área Desarrollo de Software Multiplataforma antes Sistemas Informáticos con un 18%, y a nivel
licenciatura el programa educativo que tuvo un crecimiento mayor fue la Licenciatura en Diseño Digital y Producción Audiovisual con un 225%.
La matrícula alcanzada considerando nuevo ingreso y reinscripciones en el inicio del ciclo escolar 2018-2019 fue de 3664 estudiantes: 2232 en el Nivel de Técnico
Superior Universitario (TSU) a través de doce programas educativos y 1432 en el nivel Licenciatura e Ingeniería, a través de nueve programas educativos. Del total de la matrícula
alcanzada, el 45% fueron mujeres y el 55% hombres.

## Oferta Educativa
La oferta educativa de esta Institución está integrada por doce programas educativos de Técnico Superior Universitario, seis programas de Ingeniería y cuatro de Licenciatura, distribuidos a través de cuatro Divisiones Académicas.
| División | Nombre                                                       |
| -------- | ------------------------------------------------------------ |
| DACEA    | División Académica Económica-Administrativa                  |
| DAMI     | División Académica de Mecánica Industrial                    |
| DATEFI   | División Académica de Terapia Física                         |
| DATID    | División Académica de Tecnologías de la Información y Diseño |

### Técnico Superior Universitario
El programa de Técnico Superior Universitario (TSU) se considera la primera etapa dentro del sistema de Universidades Tecnológicas. Tiene una duración de dos años que se divide en cinco cuatrimestres y un sexto de estadía (Periodo asignado a una empresa), de finalizar este proceso se obtiene el título de Técnico Superior Universitario que permite continuar con el programa de Licenciatura o Ingeniería.
En el 2018, con el objetivo de que los programas educativos que ofrece la Universidad sean pertinentes al sector laboral, se realizó la actualización de los planes de estudio de: TSU. en Mecatrónica, TSU. en Procesos Industriales, TSU. en Mantenimiento, TSU. en Diseño y Moda Industrial, y TSU. en Diseño Digital.
De igual forma la División Académica de Tecnologías de la Información y Comunicación (DATIC) realizó el cambio de plan de estudios, así como de nombres de los
programas de estudio antiguamente conocidos como TSU. en tecnologías de la información y comunicación área sistemas informáticos y TSU. en tecnologías de la información y comunicación área redes y telecomunicaciones ahora se llamarían TSU. Tecnologías de la Información área: Desarrollo de Software Multiplataforma y TSU. en Tecnologías de la Información área: Infraestructura de Redes Digitales respectivamente.
Los programas de Técnico Superior Universitario ofertados hasta el ciclo (2019-2020) son:
| División Académica | Programa de Estudios                                                       |
| ------------------ | -------------------------------------------------------------------------- |
| DAMI               | Procesos Industriales área: Manufactura                                    |
| DATIC              | Tecnologías de la Información área: Infraestructura de Redes Digitales     |
| DATIC              | Tecnologías de la Información área: Desarrollo de Software Multiplataforma |
| DATEFI             | Terapia Física área: Rehabilitación                                        |
| DATEFI             | Terapia física área: Turismo de Salud y Bienestar                          |
| DATIC              | Diseño Digital                                                             |
| DACEA              | Administración área: Capital Humano                                        |
| DATIC              | Diseño y moda industrial área: Producción                                  |
| DAMI               | Mantenimiento área: Industrial                                             |
| DAMI               | Mecatrónica área: Automatización                                           |
| DACEA              | Desarrollo de negocios área: Mercadotecnia                                 |
| DAMI               | Nanotecnología área: Materiales                                            |

### Ingeniería
Al ciclo 2018 - 2019 los seis programas de Ingeniería que se ofrecen son:
| División Académica | Nombre                                |
| ------------------ | ------------------------------------- |
| DATIC              | ING. en Tecnologías de la información |
| DAMI               | Ingeniería industrial                 |
| DAMI               | ING. en Mecatrónica                   |
| DAMI               | ING. en Nanotecnología                |
| DATIC              | ING. en Diseño textil y moda          |
| DAMI               | ING. en Mantenimiento industrial      |

### Licenciatura
Al ciclo 2018 - 2019 los seis programas de Licenciatura que se ofrecen son:
| División Académica | Nombre                                         |
| ------------------ | ---------------------------------------------- |
| DATEFI             | LIC. en Terapia física                         |
| DAMI               | LIC. en Diseño digital                         |
| DAMI               | LIC. en Innovación de Negocios y Mercadotecnia |
| DAMI               | LIC. en Gestión de Capital Humano              |

## Mapa del Campus
Para llegar al campus en transporte público se puede llegar a través de tres líneas de Ruta las cuales son las siguientes.
- Ruta 14 Campus UVM - Las Granjas
- Ruta 17 Temixco Ojo de Agua - Cuernavaca (por Zapata)
- Ruta 20 Temixco Ojo de Agua - Cuernavaca (por Zapata)

Para todos los casos la parada de bus es UTEZ.

## Distinciones
La UTEZ ha sido merecedora de importantes reconocimientos por parte de la Secretaria de Educación Pública (SEP).
- En el año 2005 recibió el Reconocimiento por lograr que más del 75% de sus egresados en tres ciclos escolares consecutivos obtuvieran Testimonio de Desempeño Sobresaliente (TDSS) y Testimonio de Desempeño Satisfactorio (TDS) en el Examen de Egreso de Técnico Superior Universitario que aplica el Centro Nacional de Evaluación (CENEVAL).
- En el año 2006 le fue entregado el Reconocimiento por lograr que el 100% de los estudiantes de TSU cursaran programas educativos de buena calidad reconocidos por el Sistema Nacional de Evaluación y Acreditación de la Educación Superior.
- En el año 2007 obtuvo el Reconocimiento por consolidarse como una Institución ejemplar en el ejercicio de planeación estratégica y desarrollo, logrando con ello que el 100% de su matrícula cursara programas de buena calidad.
- En el año 2008 se hizo acreedora al Reconocimiento por consolidarse como una Institución ejemplar en sus esfuerzos por de evaluación externa y acreditación que permitieron que el 100 por ciento de la matrícula de nivel Técnico Superior Universitario cursara programas de calidad.
- En el año 2009 mereció el Reconocimiento a la Excelencia Académica, distinción que coloca a la UTEZ dentro de las tres mejores instituciones de su tipo en el país.

La UTEZ ha obtenido además:
- El Premio SEP-ANUT 2009 al Desarrollo y Fortalecimiento Institucional
- El Premio Estatal de Calidad y Competitividad 2009

## Proyectos estratégicos
La UTEZ ha impulsado y desarrollado proyectos estratégicos que han fortalecido la vinculación, y en consecuencia, el desarrollo y consolidación institucional; satisfaciendo además, la gama de necesidades y demandas del sector productivo y social de la Entidad, estos proyectos son:

### Unidad de Incubación de Empresas de Base Tecnológica (UIEBT)
Es un área que apoya proyectos de emprendedores, estos proyectos son evaluados y asesorados por dos comités, uno interno constituido por consultores de diversas áreas como; mercadotecnia, administración, finanzas, jurídico, producción, diseño gráfico e industrial. El segundo comité lo conforman personalidades de dependencias de la Secretaria de Economía, la Secretaría de Desarrollo Económico, el Ayuntamiento de Emiliano Zapata, y el Instituto del Deporte y de la Juventud de Morelos.(Una Universidad con gran Potencial)

### Programa de Desarrollo de Emprendedores (PRODEM)
Dicho programa busca favorecer la cultura emprendedora de la población estudiantil, para ello cuenta con la colaboración con la empresa CISCO y la asociación IMPULSA (jóvenes emprendedores), que es una organización sin fines de lucro, filial de Junior Achievement Worldwide, organización educativa líder en su ramo a nivel mundial, que a través de programas, busca inspirar y despertar en los jóvenes el espíritu emprendedor.

### Unidad de Servicios de Asesoría, Asistencia y Apoyo Tecnológico (USAAAT)
Dicha unidad brinda servicios de asistencia, asesoría y apoyo tecnológico a las micro, pequeñas y medianas empresas de la Región; principalmente de la Industrial del Vestido, el Turismo, la Cerámica, y Automotrices, coadyuvando con esto al desarrollo integral de la economía estatal. La USAAAT capacita y da consultoría en: control ambiental, control de calidad, metrología dimensional, diseño asistido por computadora, mecatrónica, ingeniería industrial, ingeniería electrónica e ingeniería mecánica.

### Centro de Desarrollo Software
Organización que tiene por objetivo constituirse como una fábrica de software con capacidades operar con estándares internacionales de calidad que demandan las condiciones y tendencias del mercado global.

### Centro de Entrenamiento en Habilidades de Telemarketing (CEDEHT)
Entidad donde se llevan a cabo proyectos de alta tecnología con alianzas estratégicas entre los sectores gubernamental, educativo y empresarial, a partir de la formación de profesionales con alto nivel tecnológico desarrollando diferentes habilidades en telemarketing, satisfaciendo las necesidades de talento humano de la industria de centros de contacto. El 4 de julio de 2008 se iniciaron las actividades de dicho centro de entrenamiento, con una capacidad instalada de 50 posiciones, inaugurado por el Dr. Marco Antonio Adame Castillo, Gobernador del Estado de Morelos. Actualmente el CEDEHT cuenta con profesores certificados por el Instituto Mexicano de Teleservicos (IMT) como instructores de formadores de agentes de centros de contacto, así como TSU capacitados.